# Euploea praestabilis
Euploea praestabilis är en fjärilsart som beskrevs av Hans Fruhstorfer 1910. Euploea praestabilis ingår i släktet Euploea och familjen praktfjärilar. Inga underarter finns listade i Catalogue of Life.